# Coquillettidia perturbans
Coquillettidia perturbans är en tvåvingeart som först beskrevs av Walker 1856.  Coquillettidia perturbans ingår i släktet Coquillettidia och familjen stickmyggor. Inga underarter finns listade i Catalogue of Life.